# 混血兒

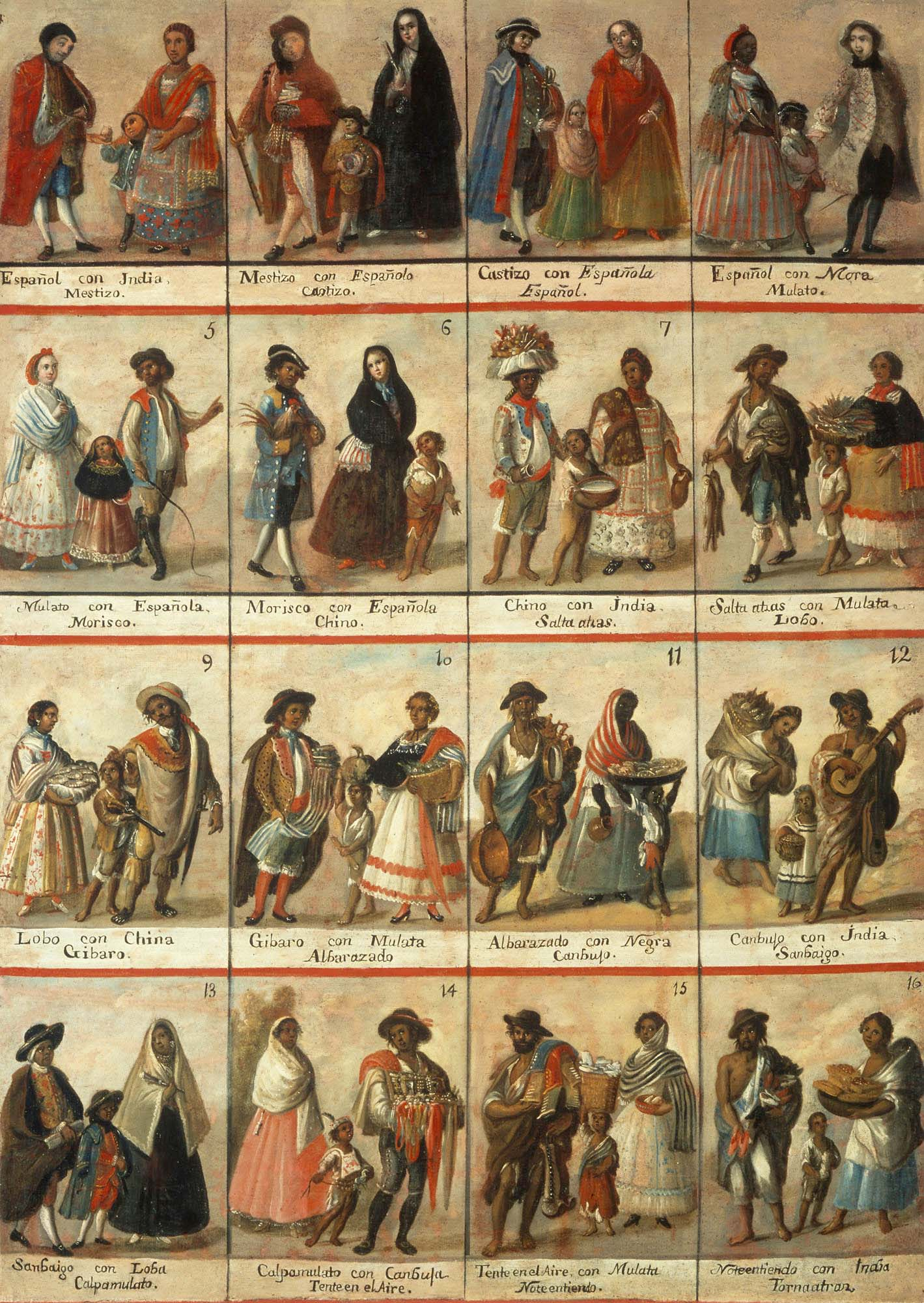
各式各樣的混血兒

混血种人，又称混血儿、多种族者或跨种族人士，是指有不同人种、民族或國族背景的人，例如父母的肤色不同或父母为异族通婚。

## 历史
已知最早的混血兒是生活在9万年前的尼安德特人和丹尼索瓦人的女性混血，发现于阿尔泰山脉附近的一个丹尼索瓦人洞穴。

## 类型
在西方對不同種族與國家聯姻產生的後代之稱呼，更可細分為美亞混血兒、印歐混血兒、拉丁美洲人和印地安人混血兒、北美印地安人和歐洲白人混血兒等等。

### 美亚混血
美亞人一詞最早是用來表示越戰、第二次世界大戰、朝鲜战争等戰爭期間，美軍與亞洲當地婦女的後代。由於人數龐大，美國國會在1982年10月22日立法通過美國公法97-359（又稱美亞混血兒移民法），允許此類人民移民美國。

## 以多民族融合建立的民族

### 澳门土生葡人
澳门土生葡人是葡萄牙人和本地澳门华人的后裔，代表语言是土生葡语（Patuá）。

## 西班牙美洲殖民地對於混血兒的稱呼
17、18世紀西班牙在美洲的殖民地對於混血兒有一套非常嚴謹而複雜的稱呼，用意是在保障白人在殖民地的特權，一個人混血程度的多寡會影響在社會上的階級地位與所擁有的法律權力。為了說明其複雜程度，以下是18世紀新西班牙（墨西哥）使用的部份法律名詞：
- 西班牙人 ＋ 印地安人 = 麥士蒂索人（1/2歐洲人、1/2美洲原住民）
- 麥士蒂索人♂＋ 西班牙人♀ = 卡士蒂索人（3/4歐洲人、1/4美洲原住民）
- 卡士蒂索人 ♀ ＋ 西班牙人♂ = 西班牙人（7/8歐洲人、1/8美洲原住民）
- 西班牙人♀ ＋ 黑人♂ = 穆拉托人（1/2歐洲人、1/2非洲人）
- 西班牙人 ＋ 穆拉托人 = 摩里斯科人（3/4歐洲人、1/4非洲人）
- 摩里斯科人 ♀ ＋ 西班牙人♂ = Albino（7/8歐洲人、1/8非洲人）
- 西班牙人♂ ＋ Albino ♀ = Torna atrás（"turn back"）（15/16歐洲人、1/16非洲人）
- 印地安人♂ ＋ Torna atrás ♀ = 桑博人（1/2美洲原住民、15/32歐洲人、1/32非洲人）
- 桑博人♂ ＋ 印地安人♀ = Zambaigo（3/4美洲原住民、15/64歐洲人、1/64非洲人）
- Zambaigo ♂ ＋ 印地安人♀ = Cambujo（7/8美洲原住民、15/128歐洲人、1/128  非洲人）
- Cambujo ♂ ＋ 穆拉托人♀ = Albarazado（7/16美洲原住民、79/256歐洲人、65/256非洲人）
- Albarazado ♂ ＋ 穆拉托人♀ = Barcino（207/512歐洲人、193/512非洲人、7/32美洲原住民）
- Barcino ♂ ＋ 穆拉托人♀ = Coyote（463/1024歐洲人、449/1024非洲人、7/64美洲原住民）
- Coyote ♀ ＋ 印地安人♂ = Chamiso（71/128美洲原住民、463/2048歐洲人、449/2048非洲人）
- Chamiso ♀ ＋ 麥士蒂索人♂ = Coyote mestizo（135/256美洲原住民、1487/4096歐洲人、449/4096非洲人）
- Coyote mestizo ♂ ＋ 穆拉托人♀ = Ahí te estás（"there you stay"）（3535/8192歐洲人、2497/8192非洲人、135/512美洲原住民）

這個列表僅顯示了部份有關混血兒的法律名詞，每一個西班牙殖民地都有不同的稱呼。在1821年墨西哥獨立前，共有超過100種以上的類別存在。這樣的分類並沒有阻止跨種族的通婚，然而對社會等級體系下的族群關係仍留下一定影響。而黑人和印第安人混血兒的社會等級則最低（即加里富納人）。